# Hermann Wilhelm Vogel
Hermann Wilhelm Vogel (Doberlug-Kirchhain, 26 de março de 1834 — 17 de dezembro de 1898) foi um fotoquímico alemão.

## Obras
- Lehrbuch der Photographie (3. Aufl., Berlin 1878);
- Praktische Spektralanalyse irdischer Stoffe (2. Aufl., Berlin 1888 ff.);
- Die chemischen Wirkungen des Lichts und die Photographie (2. Aufl., Leipzig 1883);
- Die Photographie farbiger Gegenstände in den richtigen Tonverhältnissen (Berlin 1885);
- Vom Indischen Ozean bis zum Goldland Reisebeobachtungen (Berlin 1878);
- Lichtbilder nach der Natur (Berlin 1879)
- über das Spiritistentreiben (Berlin 1880)